# Cheiridopsis turbinata
Cheiridopsis turbinata är en isörtsväxtart som beskrevs av L. Bol. Cheiridopsis turbinata ingår i släktet Cheiridopsis och familjen isörtsväxter. Inga underarter finns listade i Catalogue of Life.